# Chronik der Sowjetischen Besatzungszone
Diese Chronik enthält einzelne Ereignisse in der Sowjetischen Besatzungszone von 1945 bis 1949.

## 1945
Am 11. Februar wird die Bildung von drei bzw. vier Besatzungszonen in Deutschland auf der Konferenz von Jalta durch die Siegermächte UdSSR, USA und Großbritannien bekanntgegeben. Deren Grenzen waren bereits im September 1944 durch die Europäische Beratende Kommission im sogenannten Zonenprotokoll weitgehend festgelegt worden.
Ende April wird das Speziallager Ketschendorf bei Fürstenwalde als erstes sowjetisches Internierungslager in der SBZ eingerichtet. Es folgen in den nächsten Monaten neun weitere solche Lager. Bis 1950 werden dort mindestens 122.000 Menschen ohne Verfahren und Gerichtsurteil inhaftiert, mindestens 42.000 Menschen kommen ums Leben.
Am 30. April kommt Walter Ulbricht mit weiteren Funktionären aus dem sowjetischen Exil in die Nähe von Berlin. Sie sollen die politische Entwicklung in der SBZ beeinflussen. Am 6. Mai folgt die Gruppe um Gustav Sobottka.
Am 7. Mai wird die bedingungslose Kapitulation der deutschen Wehrmacht in Reims in Frankreich unterzeichnet. Am 8. Mai wird diese auch in Berlin-Karlshorst unterzeichnet. Damit endet die staatliche Souveränität Deutschlands und der Zweite Weltkrieg in Europa.
Im Mai beginnen umfangreiche Demontagen in Betrieben in der SBZ als Teil der Reparationsforderungen.
Am 15. Mai erscheint erstmals die Tägliche Rundschau als deutschsprachige Tageszeitung der sowjetischen Militärverwaltung.
Am 21. Mai erscheint erstmals die Berliner Zeitung als erste deutsche Tageszeitung nach dem Ende des Zweiten Weltkrieges.
Vom 4. bis 9. Juni weilen führende KPD-Funktionäre um Walter Ulbricht, Anton Ackermann und Gustav Sobottka in Moskau und erhalten von Stalin Anweisungen für die weitere Entwicklung in der Sowjetischen Besatzungszone.
Am 5. Juni erklären die vier Siegermächte UdSSR, USA, Großbritannien und Frankreich die Übernahme der administrativen Entscheidungsgewalt in Deutschland in der Erklärung in Berlin. Es wird der Alliierte Kontrollrat gebildet und weitere Festlegungen über die Besatzungszonen und die Sektoren in Berlin getroffen.
Am 9. Juni wird die Sowjetische Militäradministration in Deutschland (SMAD) gebildet, die seitdem die höchste Entscheidungsinstitution in der Sowjetischen Besatzungszone ist.
Am 10. Juni wird die Gründung von antifaschistischen Parteien und Organisation erlaubt.
Am 11. Juni wird die Kommunistische Partei Deutschlands (KPD) in Berlin gegründet.
Am 12. Juni. wird die Sozialdemokratische Partei Deutschlands (SPD) in Berlin wiedergegründet. 
Am 13. Juni wird der Freie Deutsche Gewerkschaftsbund (FDGB) in der SBZ gegründet, der später die einzige Gewerkschaft in der SBZ wird.
Am 26. Juni wird die Christlich-Demokratische Union (CDU) in Berlin gegründet.
Am 1. Juli wird die Deutsche Volkspolizei gegründet, die zunächst noch keine Waffen erhält.
Vom 1. bis 4. Juli besetzen sowjetische Truppen die Gebiete westlich der Elbe, die bis dahin unter US-amerikanischer und britischer Kontrolle gestanden hatten, entsprechend den Vereinbarungen von Jalta.
Am 5. Juli wird die Liberal-Demokratische Partei (LDP) als vierte Partei in der SBZ gegründet.
Am 9. Juli werden die Länder Mecklenburg-Vorpommern, Sachsen und Thüringen und die Provinzen Mark Brandenburg und Sachsen-Anhalt gebildet. Die ersten ernannten Parlamente entstehen erst 1946.
Am 14. Juli bildet sich der Demokratische Block aus KPD, SPD, CDU und LDP.
Vom 17. Juli bis 2. August findet die Potsdamer Konferenz der drei Siegermächte UdSSR, USA und Großbritannien in Schloss Cecilienhof statt.
Am 23. Juli werden alle privaten Banken und Versicherungen durch den SMAD-Befehl Nr. 10 aufgelöst.
Am 27. Juli wird die Bildung der Deutschen Verwaltung für Volksbildung im Befehl Nr. 17 der SMAD angeordnet. 
Vom 10. bis 12. August werden sowjetische Speziallager in den ehemaligen Konzentrationslagern Sachsenhausen und Buchenwald eingerichtet.
Seit dem 27. August sollen sich alle ehemaligen Offiziere der Wehrmacht, sowie Mitglieder der NSDAP, SS, SA und Gestapo bei den zuständigen Militärkommandanturen registrieren lassen, wie der Befehl Nr. 42 der SMAD anordnet.
Vom 3. bis 11. September wird die Bodenreform in Deutschland durch Anordnungen der Verwaltungen der fünf Länder eingeleitet. Dabei wird Landbesitz über 100 Hektar entschädigungslos enteignet. 
Am 4. September wird eine Neuordnung der Justiz durch den SMAD-Befehl Nr. 49 angeordnet.
Am 15. September wird eine Entnazifizierung und Demilitarisierung an den Universitäten, sowie eine Rehabilitierung von NS-Opfern im SMAD-Befehl Nr. 50 angeordnet.
Am 17. September wird ein kleinerer Gebietsaustausch zwischen Hessen und Thüringen im Eichsfeld im Wanfrieder Abkommen vereinbart. Damit wird die Energiesicherheit der amerikanischen Zone gewährleistet.
Seit dem 1. Oktober darf die Deutsche Volkspolizei Waffen führen.
Am 15. Oktober wird den fünf Ländern das Recht auf Gesetzgebung eingeräumt, wenn diese mit den Kontrolldirektiven übereinstimmen.
Am 30. Oktober wird die Enteignung von Vermögen von NS-Beteiligten durch den SMAD-Befehl Nr. 124 verfügt. In den folgenden Zeit kommt es zu zahlreichen Enteignungen, Verhaftungen und Verurteilungen.
Am 13. November wird ein kleinerer Gebietsaustausch zwischen Mecklenburg und Schleswig-Holstein im Barber-Ljaschtschenko-Abkommen vereinbart.
Am 17. Dezember werden alle früheren Sportvereine und wehrsportlichen Organisationen durch die Direktive Nr. 23 des Alliierten Kontrollrates verboten. Diese waren in der Sowjetischen Besatzungszone vorher bereits aufgelöst worden. 
Am 20. Dezember muss der CDU-Vorsitzende Andreas Hermes zurücktreten, nachdem er die entschädigungslose Enteignung in der Bodenreform kritisiert hatte.

## 1946
Am 7. März wird die Freie Deutsche Jugend (FDJ) als Jugendorganisation der KPD gegründet.
Am 21. und 22. April wird die Sozialistische Einheitspartei Deutschlands (SED) aus der KPD und der SPD in Ost-Berlin gebildet, wobei auf viele SPD-Mitglieder ein erheblicher Druck ausgeübt wird. Erste gemeinsame Vorsitzende werden Wilhelm Pieck (SED) und Otto Grotewohl (SPD).
Am 23. April erscheint erstmals das Neue Deutschland als Zentralorgan des Parteivorstandes der SED.
Der Volksentscheid in Sachsen 1946 billigte die entschädigungslose Enteignung von Großgrundbesitzern, Kriegsverbrechern und aktiven NSDAP-Mitgliedern.
Am 30. Juli wird die Deutsche Verwaltung des Innern (DVdI) zur Koordination der Polizei in der SBZ gebildet. Präsident wird Erich Reschke, ein Vizepräsident Erich Mielke 
Am 20. Oktober finden erstmals Wahlen zu den Land- und Kreistagen in der SBZ statt. Dabei erreicht die SED nur etwa 47,5 Prozent der abgegebenen Stimmen 
Im Oktober werden mehr als zweitausend Ingenieure in die Sowjetunion gebracht, um in der „Aktion Ossawakim“ an militärischen Entwicklungen der Kern- und Raketentechnik mitzuarbeiten.
Am 1. Dezember wird die Gründung der Deutschen Grenzpolizei durch die SMAD angeordnet.

## 1947
Am 1. April wird die Deutsche Treuhandstelle zur Verwaltung des beschlagnahmten Vermögens von Nazi- und Kriegsverbrechern auf SMAD-Befehl gegründet.
Am 4. Juni wird die Deutschen Wirtschaftskommission (DWK) durch Befehl 138/47 gegründet. Diese wird danach das oberste zivile Verwaltungsorgan in der SBZ mit vielen Entscheidungsbefugnissen.
Am 16. August wird die Entnazifizierung und vollständigen Säuberung aller öffentlichen Ämter und der Wirtschaft „von aktiven Faschisten, Militaristen und Kriegsverbrechern“ durch den SMAD-Befehl 201/47 angeordnet.
Vom 20. bis 24. September findet der II. Parteitag der SED in Ost-Berlin statt.
Am 6./7. Dezember tagt erstmals der Volkskongress für Einheit und gerechten Frieden in Ost-Berlin, in dem Delegierte aus allen fünf Ländern vertreten sind. Diese waren allerdings ernannt und nicht demokratisch gewählt worden.
Am 20. Dezember wird der Parteivorstand der CDU durch die SMAD abgesetzt. Dieser war aus demokratischen Mitgliederwahlen hervorgegangen.

## 1948
Am 26. Februar werden die Entnazifizierungskommissionen in der SBZ nach SMAD-Befehl 35/48 aufgelöst. Am 10. März wird die Entnazifizierung für abgeschlossen erklärt.
Insgesamt waren über eine halbe Million Menschen aus Dienststellen und staatlichen Einrichtungen entfernt worden.
Am 17. und 18. März tagt der zweite Deutsche Volkskongress in Ost-Berlin. Dieser bildet einen Deutschen Volksrat, der am 19. März erstmals zusammentritt. Vorsitzende werden Wilhelm Pieck (SED), Wilhelm Külz (LDP) und Otto Nuschke (CDU). Ein Ausschuss zur Erarbeitung einer Verfassung für eine gesamtdeutsche deutsche demokratische Republik  wird von Otto Grotewohl geleitet.
Am 20. März verlässt die Sowjetunion den Alliierten Kontrollrat, der damit seine Koordinierungsfunktion verliert.
Am 5. Mai wird die Bildung eines Ausschusses zum Schutz des Volkseigentums (ASV) durch die Deutsche Wirtschaftskommission beschlossen.
Vom 24. bis 28. Juni findet eine Währungsreform in der SBZ statt, als Folge der Währungsreform in den westlichen Besatzungszonen (vom 20. bis 23. Juni). Damit ist die wirtschaftliche und politische Teilung Deutschlands weiter vorangeschritten.
Seit dem 24. Juni sperrt die Sowjetunion alle Zufahrtsstraßen und Bahnverbindungen von den westlichen Zonen durch die SBZ nach West-Berlin (Berlin-Blockade) als Reaktion auf die westliche Währungsreform. Diese endet erst am 12. Mai 1949.
Seit dem 3. Juli gibt es kasernierte Bereitschaften der Deutschen Volkspolizei.
Seit dem 12. Juli ist Kurt Fischer (SED) neuer Präsident der Deutschen Verwaltung des Innern (DVdI).
Am 16. September wird die Bildung einer Zentralen Parteikontrollkommission in der SED beschlossen
Am 13. Oktober fördert der Bergmann Adolf Hennecke in einer Schicht 24,4 m³ Kohle und überbietet damit das Tagessoll um 387 %. Damit wird die Aktivistenbewegung in der SBZ gegründet, die zur Leistungssteigerung ohne größere finanzielle Anreize auffordern soll.
Am 22. Oktober wird der Entwurf einer Verfassung der Deutschen Demokratischen Republik durch einen Ausschuss des Deutschen Volksrates fertiggestellt. Sie wird am 19. März 1949 vom Deutschen Volkskongreß angenommen.
Am 22. Dezember werden vier Angeklagte im „Prozess Kamienna-Tschenstochau“ zum Tode verurteilt. Den Mitarbeitern des Leipziger Unternehmens HASAG werden Verbrechen an jüdischen Zwangsarbeitern in Skarżysko-Kamienna in der NS-Zeit vorgeworfen. Im Sommer 1949 folgt ein zweiter solcher Prozess.

## 1949
Am 14. Januar wird ein Befehl zur „Reinigung der Polizei von unerwünschten Elementen“ vom Präsidenten der Deutschen Verwaltung des Innern Kurt Fischer erlassen.
Vom 25. bis 28. Januar findet die erste Parteikonferenz der SED in Ost-Berlin statt. Dabei wird ein Politbüro anstelle des bisherigen Parteivorstandes gebildet und der sogenannte Demokratische Zentralismus als hierarchisches Entscheidungsprinzip nach sowjetischem Vorbild festgelegt. Damit werden letzte demokratische Elemente in der SED beseitigt.
Am 6. Mai wird eine Hauptverwaltung zum Schutz der Volkswirtschaft als Vorläufer eines Geheimdienstes gebildet, wie dieses das Politbüro der KPdSU am 28. Dezember beschlossen hatte. Leiter wird Erich Mielke. 1950 entsteht daraus das Ministerium für Staatssicherheit der DDR. 
Am 15. und 16. Mai finden Wahlen zum 3. Deutschen Volkskongreß statt. Abgestimmt wird nur über eine vorher festgelegte Einheitsliste. Nach zweifachem Auszählen werden angebliche 66 Prozent Zustimmung behauptet.
Vom 29. Mai bis 3. Juni tagt der 3. Deutsche Volkskongreß mit etwa 2.000 Mitgliedern in Ost-Berlin, als Ergebnis der Wahlen. Er wählt den zweiten Deutschen Volksrat als Vorparlament.
Am 30. Mai wird die neue Verfassung der Deutschen Demokratischen Republik durch den Deutschen Volkskongreß angenommen, als Reaktion auf die Verkündung des Grundgesetzes und die Gründung der Bundesrepublik Deutschland am 23. Mai. Eine eigene Staatsbildung wird aber durch Stalin noch herausgezögert.
Am 17. Juni und 29. Juli werden vier Angeklagte des Tschenstochau-Prozesses gegen Angestellte des Leipziger Unternehmens HASAG zum Tode verurteilt. Ihnen werden Verbrechen an Zwangsarbeitern in Tschenstochau in der NS-Zeit vorgeworfen. Im November und Dezember 1948 hatte es bereits einen ersten solchen Prozess gegeben.
Am 3. September beginnt die DS-Liga als erste Fußballmeisterschaft der SBZ im Gruppenmodus. Sie endet am 16. April 1950.
Am 16. September reisen Wilhelm Pieck, Otto Grotewohl, Walter Ulbricht und weitere führende SED-Funktionäre zu geheimen Gesprächen nach Moskau, einen Tag nach der Wahl von Konrad Adenauer zum ersten Bundeskanzler der Bundesrepublik Deutschland. Dort erhalten sie Ratschläge für die Gründung der DDR.
Am 4. Oktober treffen sich führende Vertreter der SED, um über einige Themen der Gestaltung des neuen Staates zu beraten.
Am 7. Oktober wandelt sich der zweite Deutsche Volksrat zur Provisorischen Volkskammer um. Diese setzt danach die Verfassung der Deutschen Demokratischen Republik in Kraft, deren Gründungsphase damit eingeleitet wird. 